# Violette de Montbéliard
Violette de Montbéliard est un cultivar de pommier domestique.
Nom botanique: Malus domestica Borkh Violette de Montbéliard

## Origine
La Violette de Montbéliard est une variété de pomme originaire de Franche-Comté ; c'est une variété locale ancienne.

## Synonymes
- Violotte,
- Vioulatte.

## Description
Le fruit a une chair sucrée, abondante en eau, acidulée et parfumée.
C'est une variété à croquer, à cidre et à cuire.	
L'arbre semblerait être rarement parasité par le gui.
Récoltés en octobre, les fruits sont meilleurs après plusieurs semaines au frais et se conservent jusqu'en mars malgré quelques rides.